# Augusto Sagnotti
Augusto Sagnotti (1955, Roma, Italia) es un físico teórico italiano. Desde 2005 trabaja en la Escuela Normal Superior de Pisa.

## Biografía
Sagnotti obtuvo un Laurea (equivalente al grado y el máster en el marco del Plan Bolonia) en Ingeniería Eléctrica de la Universidad de Roma La Sapienza en 1978 (tutores: Bruno Crosignani y Paolo Di Porto); y un doctorado en Física Teórica en Caltech en 1983 (director de tesis: John H. Schwarz). Fue becario postdoctoral en Caltech (1983–84) y becario Miller Research en UC Berkeley (1984–86). 
Sagnotti fue profesor junior en la Universidad de Roma Tor Vergata de 1986 a 1994, pasando posteriormente a profesor asociado (1994–99) y profesor (2000-2005).  Su actividad investigadora se ha dedicado a la cuantización del campo gravitacional, a la teoría de cuerdas, a la teoría conforme de campos y a los campos cauge de espín superior . 
La principal contribución de Sagnotti a la física es probablemente el análisis de las divergencias de 2 bucles en relatividad general. Además, fue el primero en proponer, en 1987, que la teoría de cuerdas de tipo I se puede obtener como un orientifold de la teoría de cuerdas de tipo IIB, con 32 medias branas D9 añadidas en el vacío para cancelar varias anomalías, y ofreció la aclaración de las propiedades clave de las construcciones orientativas y de la teoría de campos conformes en superficies no orientables. También descubrió la "cadena 0B'" 10D, que incluye cadenas abiertas y cerradas, no supersimétricas pero libres de taquiones. Ha trabajado extensamente en espines superiores, llegando a una formulación geométrica de sus ecuaciones de campo libre en términos de curvaturas de espín superior.
Más recientemente, Sagnotti ha estado trabajando en la propuesta de un posible vínculo entre la " ruptura de la supersimetría de brana "  y el inicio de la fase inflacionaria, y en la exploración de algunos de sus posibles efectos en el CMB, en particular, la propuesta de que el valor bajo del cuadrupolo CMB y un primer pico para l ~5 sean una manifestación del inicio de la fase inflacionaria.

## Premios y honores
Sagnotti recibió el Premio Carosio de la Universidad de Roma La Sapienza en 1979, una Beca Miller de UC Berkeley en 1984, compartió con Massimo Bianchi el Premio SIGRAV 1994 de la Sociedad Italiana de Relatividad General y Gravitación, y recibió el Premio Margherita Hack de Ciencias en 2014 por su trabajo sobre la cuantización de la gravedad y un Premio de Investigación Humboldt en 2018. También fue <i>Profesor Andrejewski</i> en la Humboldt Universitat de Berlín en 1999.

## Libros
- String Theory, eds. C. Procesi y A. Sagnotti (Academic Press, 1988)
- String Theory, Quantum Gravity and the Unification of the Fundamental Interactions, eds. M. Bianchi, F. Fucito, V. Marinari y A. Sagnotti (World Scientific, 1992)